# Léon Benouville
Pour les articles homonymes, voir Benouville.
Léon Benouville est un architecte français né à Rome le 8 mars 1860 et mort à Paris le 11 octobre 1903,.

## Biographie

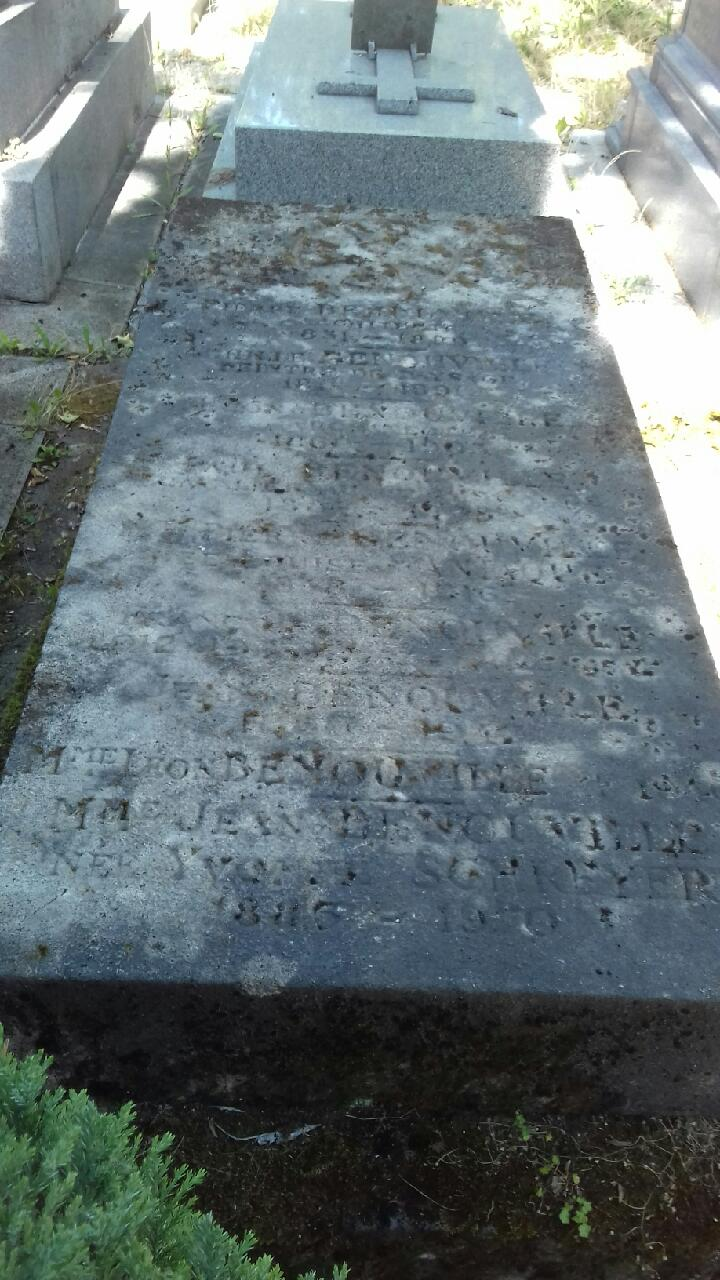
Sépulture Benouville, Paris, cimetière du Père-Lachaise.

Léon Benouville est fils du peintre de paysage Jean-Achille Benouville, neveu du peintre François Léon Benouville et frère de l'architecte Pierre Louis Benouville.
Après des études de droit, il devient  élève de l'École centrale à Paris dont il sort diplômé en 1884.
Il devient architecte diocésain à Perpignan en 1892 puis à Lyon en 1901.
Il est l'auteur d'une étude sur la cathédrale de Beauvais et a collaboré à l'Encyclopédie de l'architecture et de la construction publiée sous la direction de M. Planat.
Il meurt le 11 octobre 1903 à Paris, où il est inhumé au cimetière du Père-Lachaise (95e division)  auprès de son père et de son frère.

## Réalisations
- Hôtel particulier, rue de Siam, Paris, 16e arrondissement.
- Immeuble de rapport, 2, rue du Général-Appert angle 46, rue Spontini, Paris, 16e arrondissement, construit entre 1899 et 1901[6].
- Immeuble, 34, rue de Tocqueville, Paris, 17e arrondissement, construit en 1897[7].
- Maison Erard, 23, rue du Mail, Paris[8].
- Presbytère de la cathédrale Saint-Jean-Baptiste de Perpignan[9], 1899-1890, détruit en 2015[10].

Réalisations de Léon Benouville
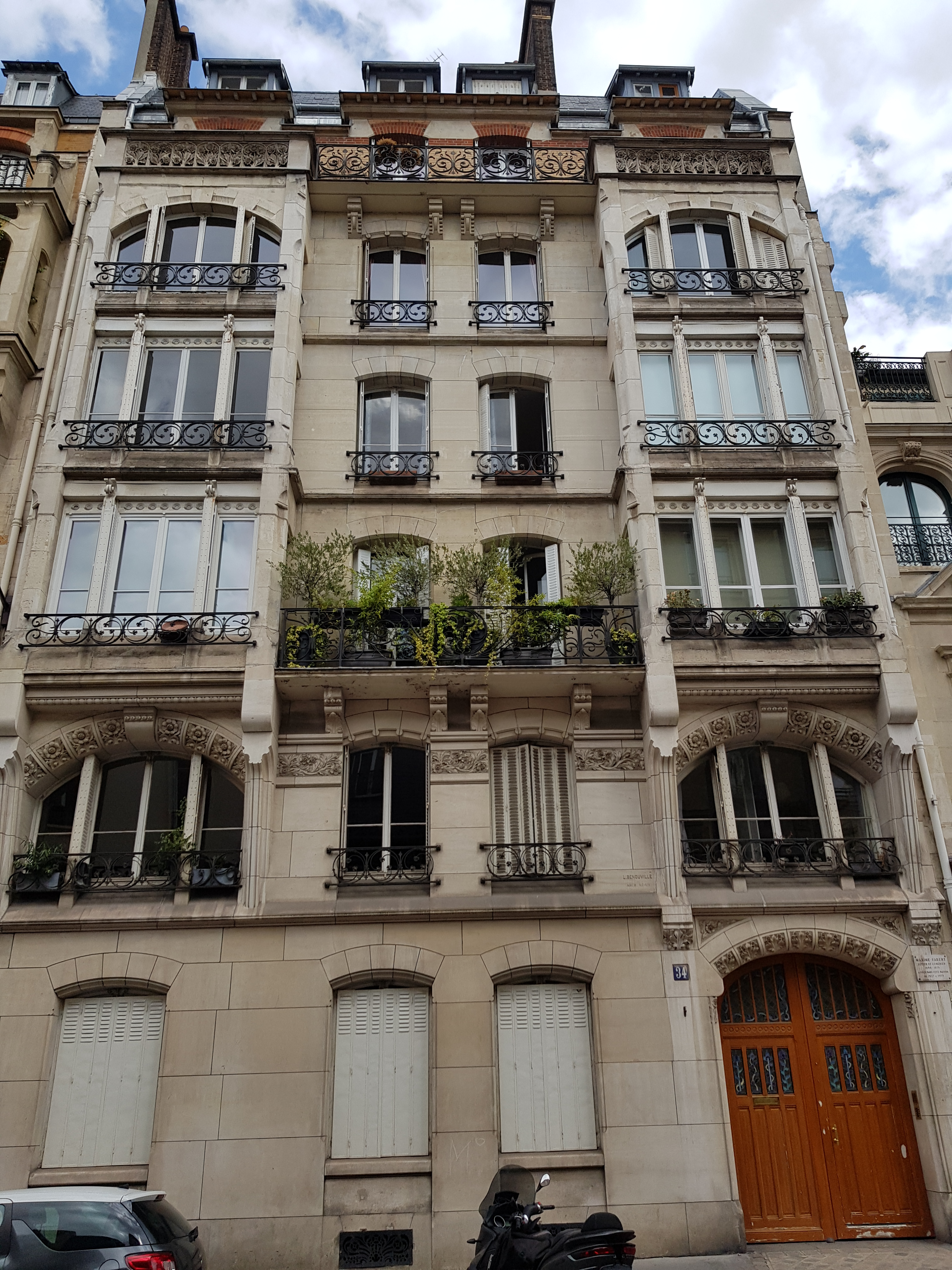
Immeuble au 34, rue de Tocqueville à Paris (1897).
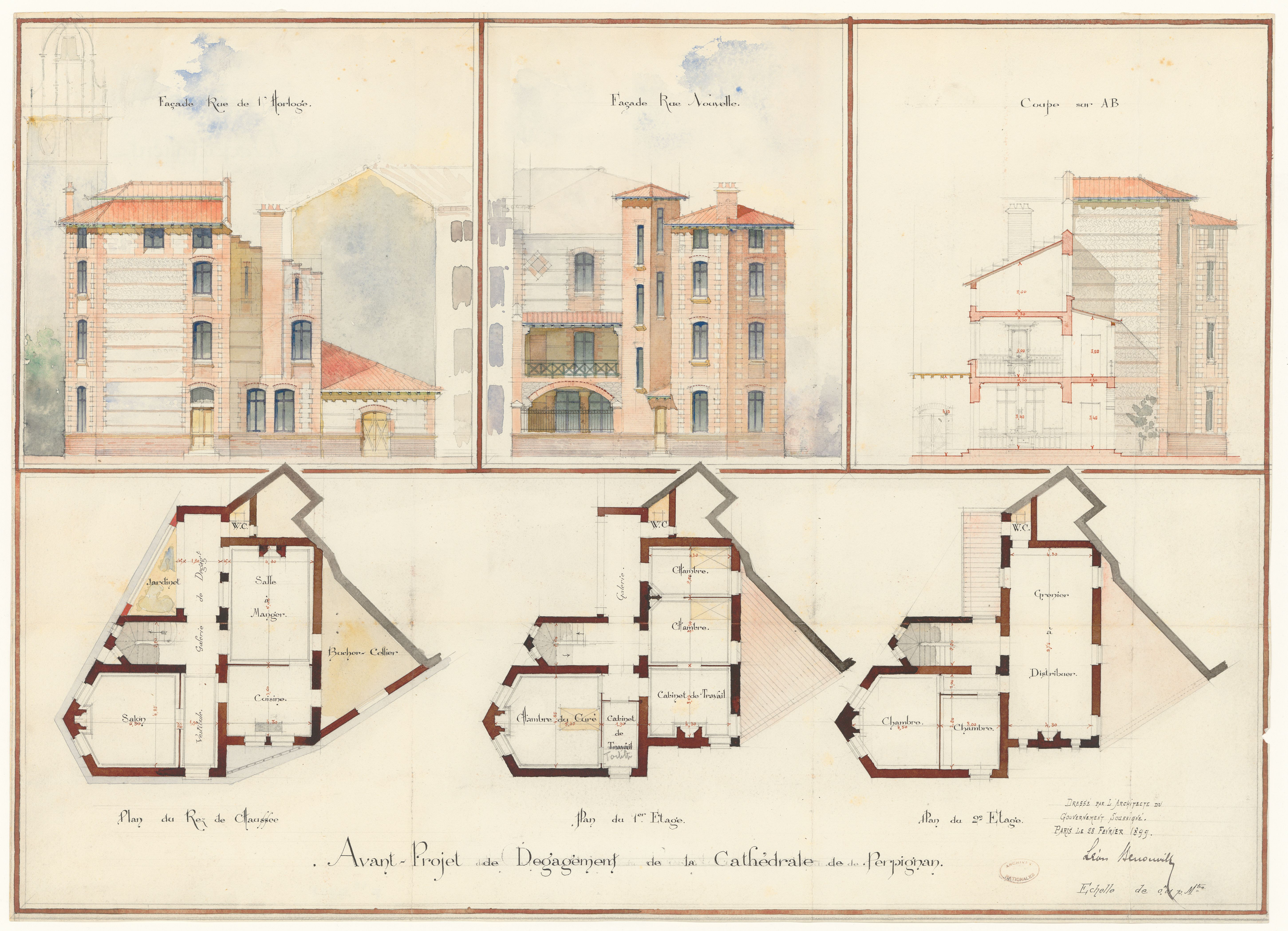
Avant-projet de dégagement des abords de la cathédrale Saint-Jean-Baptiste de Perpignan (1899). Archives nationales de France.
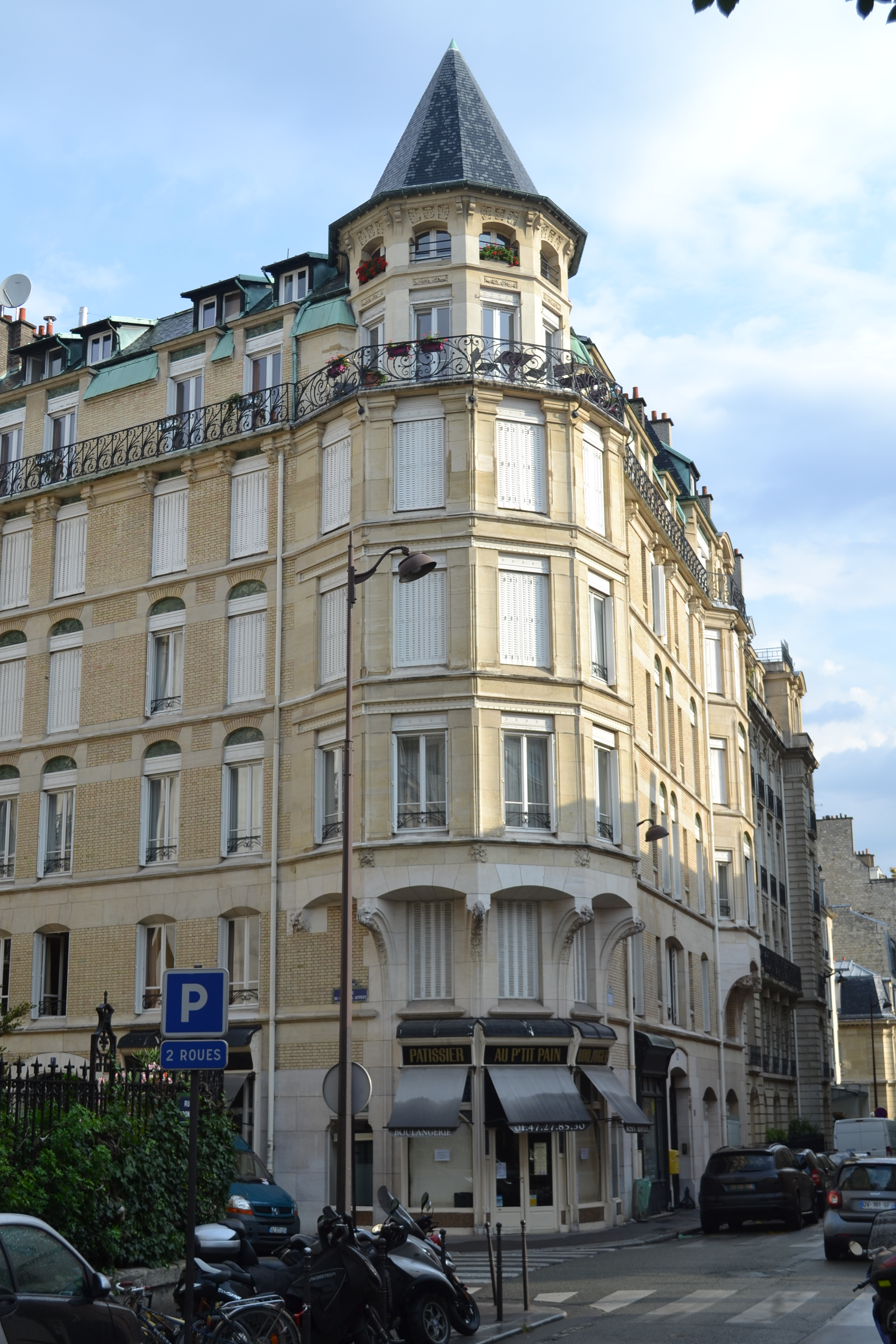
Immeuble au 46, rue Spontini et 2, rue du Général-Appert à Paris (entre 1899 et 1901).